# Partia Liberalna (Timor Wschodni)

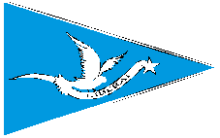
Flaga Partii Liberalnej

Partia Liberalna (Partai Liberal) – partia polityczna o profilu liberalnym działająca na Timorze Wschodnim. W  wyborach legislacyjnych, które odbyły się 30 sierpnia 2001 r. partia zdobyła 1,1% głosów i 1 na 88 miejsc.